# Themeda idjensis
Themeda idjensis är en gräsart som beskrevs av Pieter Jansen. Themeda idjensis ingår i släktet Themeda och familjen gräs. Inga underarter finns listade i Catalogue of Life.